# District de Phu Xuyen
Le district de Phu Xuyen (Phú Xuyên en vietnamien) est un district de la province de Hanoi dans la région du Delta du Fleuve Rouge au Viêt Nam.

## Présentation
Phu Xuyen faisait partie de la province de Hà Tây jusqu'à ce que celle-ci soit absorbée à Hanoi en 2008.